# Ulva compressa
Az Ulva compressa az Ulvales rendjébe és az Ulvaceae családjába tartozó faj.

## Előfordulása
Az Ulva compressa előfordulási területe a Brit-szigetek körüli vizek, a Balti-, az Északi- és Földközi-tenger, továbbá az Atlanti-óceán északi fele és a Mexikói-öböl. Ez a tengeri növényfaj még megtalálható az Indiai-óceánban is; Kenya, Madagaszkár és Mauritius között.

## Változatai
- Ulva compressa var. byssoides Mertens vagy Naccari
- Ulva compressa var. crinita (Roth) C.Agardh, 1823 vagy (Nees) C.Agardh vagy G.Martens, 1824
- Ulva compressa var. crispa Zanardini
- Ulva compressa var. crispata (Lyngbye) Duby
- Ulva compressa var. subarticulata C.Agardh

## Képek

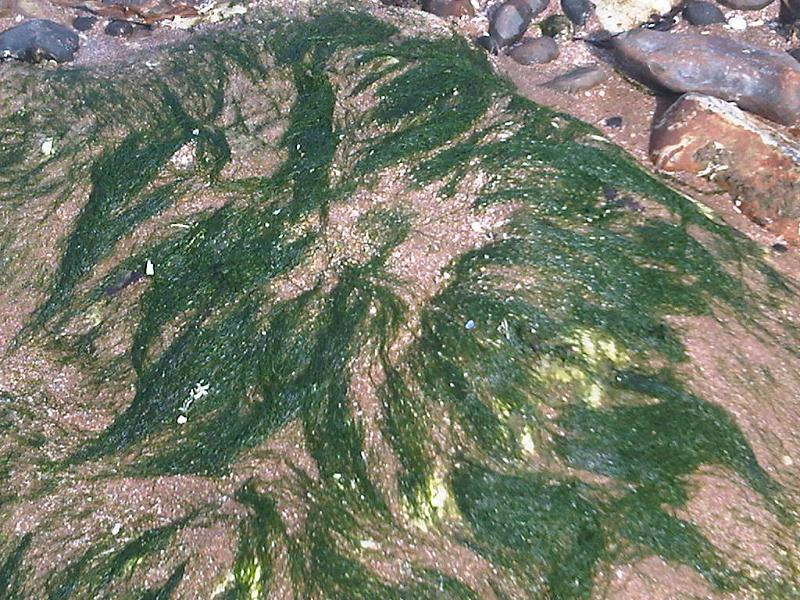
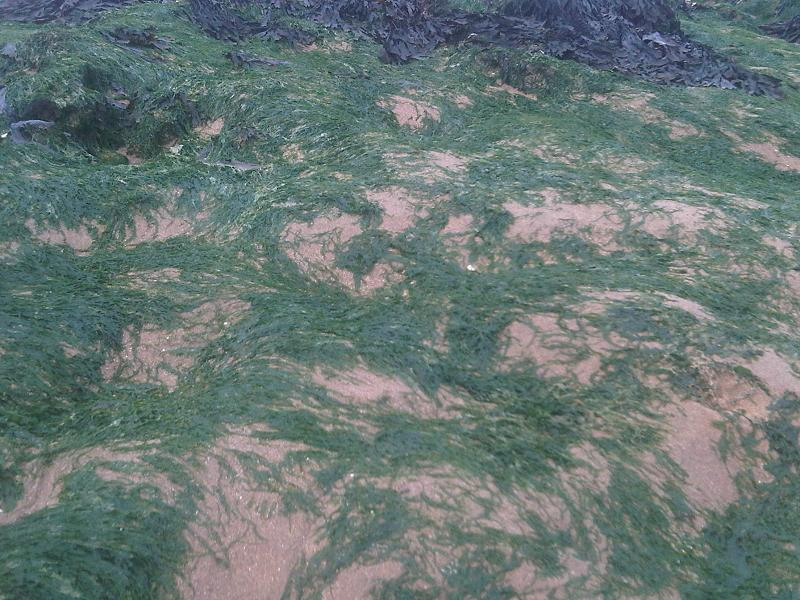
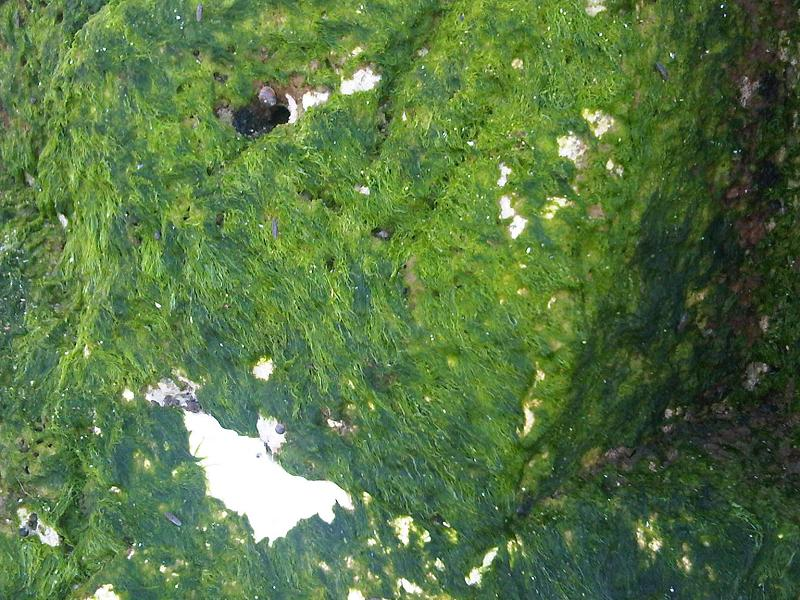
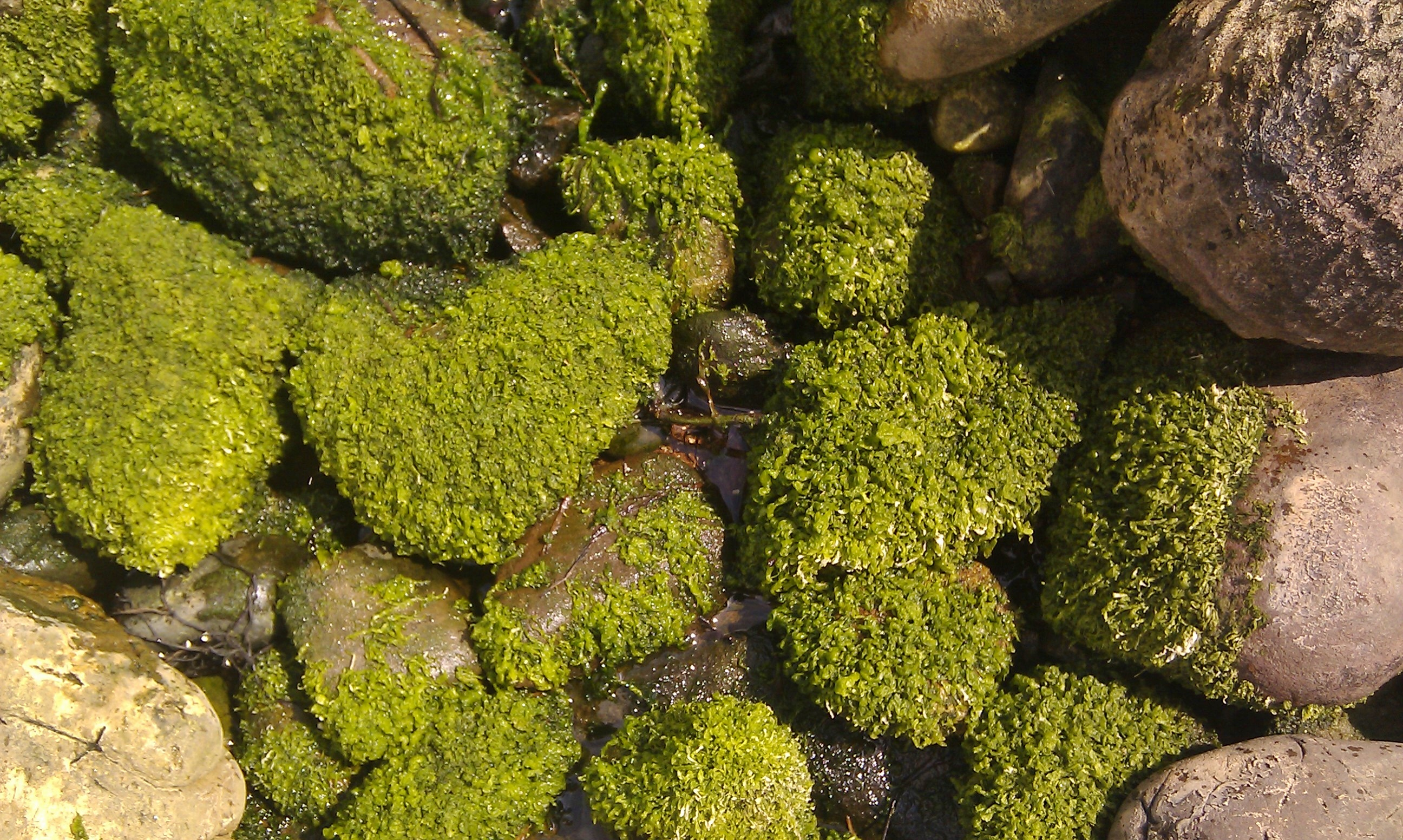
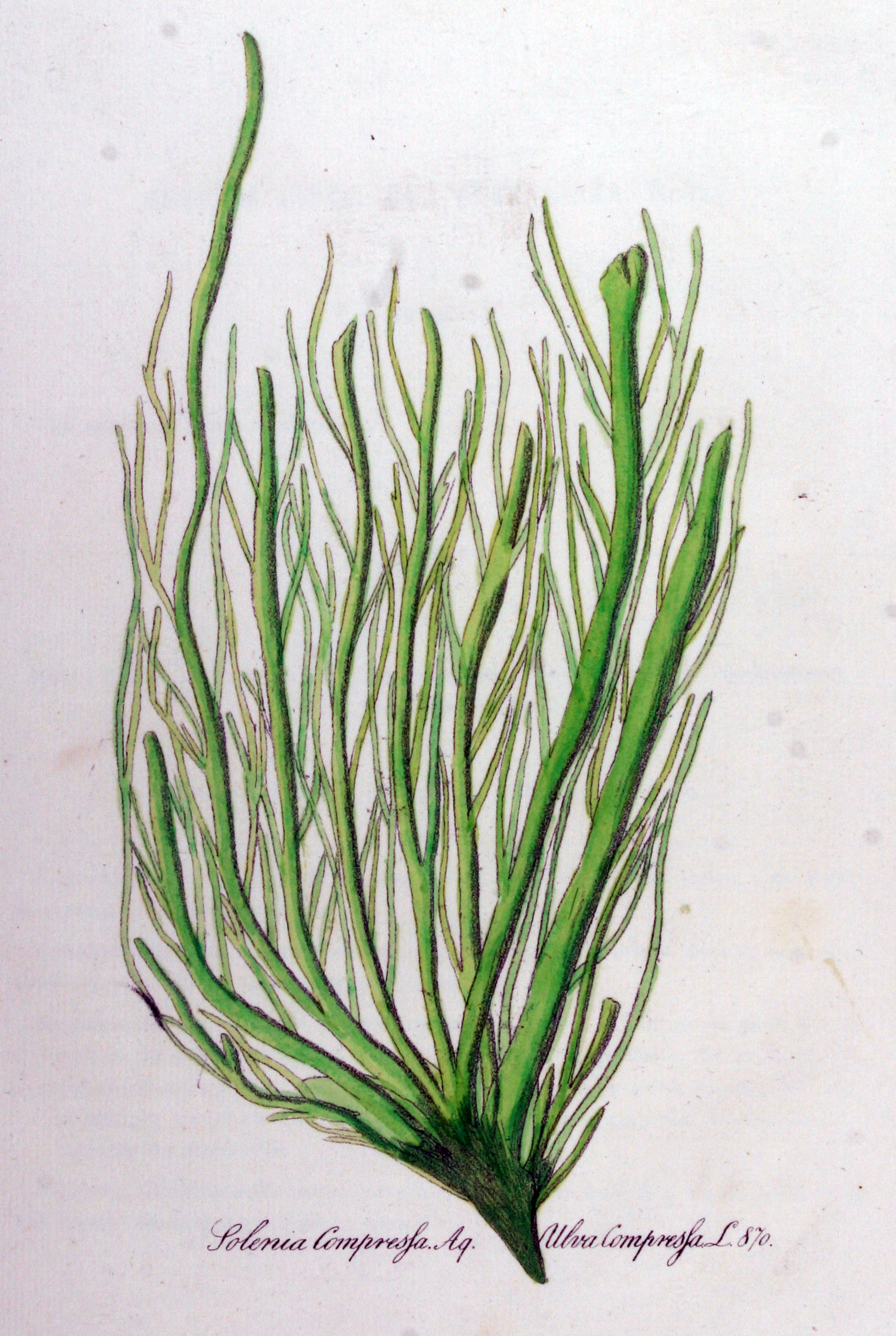

## Megjelenése
Ez a zöld színű vízinövény általában 40 centiméteresre, de néha akár 60 centiméter hosszúra is megnőhet.